# KAISインターナショナルスクール東京
KAIS インターナショナルスクール（旧・帰国子女アカデミーインターナショナルスクール）（英語: KAIS International School）は、帰国子女、バイリンガル、外国人児童向けのインターナショナルスクール。所在地は東京都品川区（最寄り駅は目黒駅）。経営陣は外国人。

## 概要
KAISインターナショナルスクール（旧・帰国子女アカデミーインターナショナルスクール）は2004年秋に帰国子女アカデミーの姉妹校として発足。2014年に設立された KAIS EMSの姉妹校である。

## 対象
９年生から12年生（高等学校3年）まで在籍可能。

## 特色
クラスは最大で8人までの少人数制で、2007年10月現在の一クラス平均在籍数は4人。入学すると各生徒にコンピュータ(MacBook)が与えられる。校内は完全英語のみで、日本語クラス以外は一切禁止。SAT準備クラス、クリエイティブクラス、サイエンスラボ、ポエトリー、デジタルミュージック制作、アカデミック・ライティングや文学クラス、ヨガのクラスがあり、放課後にはクラブ活動も行われる。2009年8月、より広い、目黒の新校舎へと移転。

## 施設
- 学校図書館：生徒が自由に使用できる他、貸し出しも行っている。
- 理科実験室：　豊富な実験器具が揃っている。
- メディア教室：Logic、Final Cut Pro、PhotoShopなどのソフトを使い、音楽製作や画像・映像処理が可能。
- 体育：体育の一環としてAdidasが所有しているスポーツ施設を利用。

## 名称
なお、「子女」を女性差別用語とする指摘がされており、文部科学省の組織内名称や学校の組織内の名称でも「帰国子女」から「帰国生徒」などへ表記を変えている事例が見られる中、「帰国子女」という名称を用いている団体のひとつである。